# Ołesia Morhuneć-Isajenko
Ołesia Ołeksandriwna Morhuneć-Isajenko (ukr. Олеся Олександрівна Моргунець-Ісаєнко, ur. 17 listopada 1984 w Kozielcu) – ukraińska reżyserka, producentka, montażystka і scenarzystka filmowa, członkini Ukraińskiej Akademii Filmowej. Żona Andrija Isajenki.

## Biografia
Ukończyła Kijowskij Narodowyо Uniwersytet Teatru, Kina i Telewizji im. Iwana Karpenki-Karego.
W 2006–2013 latach pracowała jak reżyser i montażysta w firmie „Technomedija”; uczyła montażu w studiach Tarasa Maliarevycha (2011-2012) і dziecięcej „Czerwony Pies” (2016-2017). W 2014 roku otrzymała grant prezydencki na stworzenie scenariusza do filmu dokumentalnego „Muzyka Monokla” o życiu i twórczości Danylo Demutskyi. Współpracowała z organizacją pozarządową „Otwarta polityka” (2016-2017).
Od 2015 roku jest członkiem jury międzynarodowego konkursu literackiego „Koronacja Słowa”.

## Filmografia

### Reżyseria
- I każda rzeka (2022)[1]
- Szczedryk (2021)[1][2]
- Deportacja 44-46 (2021)[1][2]
- Granica. Operacja Hrubieszów (2019)[1][2]
- Opowieść o pieniądzach (2017)[1]
- Wiolonczela (2014)[1]
- Samochody (2008)[5]
- Lubenochek (2006)[5]
- Molfar (2005)[5]
- Wieczny (2004)[5]

### Produkcja
- I każda rzeka (2022)[1]
- Wiolonczela (2014)[1]

### Montaż
- Wiolonczela (2014)[1]
- Sakura (2013)[1]

### Scenariusz
- I każda rzeka (2022)[1]

## Nagrody
| Międzynarodowy Festiwal Filmowy w Równem „Miasto marzeń” |                                                      |                               |            |
| 2019                                                     | Narodowy konkurs – pełnometrażowe filmy dokumentalne | Frontier. Operacja Hrubeszewa | Zwycięstwo |
| Międzynarodowy Festiwal Filmowy „Molodist”               |                                                      |                               |            |
| 2015                                                     | Narodowy konkurs                                     | Wiolonczela                   | Zwycięstwo |
| 2015                                                     | Najlepszy narodowy film krótkometrażowy              | Wiolonczela                   | Nominacja  |
| Festiwal filmu i sztuki „Dwa brzegi”                     |                                                      |                               |            |
| 2016                                                     | Konkurs niezależnych filmów krótkometrażowych        | Wiolonczela                   | Nominacja  |